# Zwrot (frazeologia)
Zwrot frazeologiczny – frazeologizm z głównym członem o charakterze werbalnym (czasownikowym). Ośrodkiem zwrotu jest czasownik lub imiesłów nieodmienny; np. ruszyć z kopyta, jeść łapczywie; prawdę mówiąc, wziąwszy pod uwagę. W szerszym znaczeniu pojęcie utożsamiane z podstawową jednostką frazeologii (synonim takich terminów jak „frazeologizm”, „jednostka frazeologiczna”, „wyrażenie frazeologiczne”).

## Przykłady
- klepać biedę
- ponieść porażkę
- odnieść zwycięstwo
- kochać się na zabój